# Чемпіонат світу з хокею з шайбою серед юніорських команд (жінки) 2012
Чемпіонат світу з хокею з шайбою серед юніорських команд (жінки) 2012 — 5-й розіграш чемпіонату світу з хокею серед юніорок. Чемпіонат проходив у чеських містах Злін та Пршеров, з 31 грудня 2011 по 8 січня 2012 року. 

## Топ-дивізіон

### Команди
- Канада
- Чехія
- Фінляндія
- Німеччина
- Швейцарія
- Росія
- Швеція
- США

## Попередній етап
Група А
| М. | Збірна | І | В | ВО | ПО | П | Ш     | О | США  | Швеція | Чехія | Росія |
| -- | ------ | - | - | -- | -- | - | ----- | - | ---- | ------ | ----- | ----- |
| 1. | США    | 3 | 3 | 0  | 0  | 0 | 28:1  | 9 |      | 7:0    | 13:1  | 8:0   |
| 2. | Швеція | 3 | 2 | 0  | 0  | 1 | 10:10 | 6 | 0:7  |        | 4:1   | 6:2   |
| 3. | Чехія  | 3 | 1 | 0  | 0  | 2 | 4:17  | 3 | 1:13 | 1:4    |       | 2:0   |
| 4. | Росія  | 3 | 0 | 0  | 0  | 3 | 2:16  | 0 | 0:8  | 2:6    | 0:2   |       |

Група В
| М. | Збірна    | І | В | ВО | ПО | П | Ш    | О | Канада | Німеччина | Фінляндія | Швейцарія |
| -- | --------- | - | - | -- | -- | - | ---- | - | ------ | --------- | --------- | --------- |
| 1. | Канада    | 3 | 3 | 0  | 0  | 0 | 26:1 | 9 |        | 6:0       | 7:0       | 13:1      |
| 2. | Німеччина | 3 | 1 | 0  | 0  | 2 | 6:10 | 3 | 0:6    |           | 0:3       | 6:1       |
| 3. | Фінляндія | 3 | 1 | 0  | 0  | 2 | 6:12 | 3 | 0:7    | 3:0       |           | 3:5       |
| 4. | Швейцарія | 3 | 1 | 0  | 0  | 2 | 7:22 | 3 | 1:13   | 1:6       | 5:3       |           |

## Втішний раунд
- Росія —  Швейцарія 2:4, 5:3, 3:2 ОТ

## Плей-оф

### Чвертьфінали
- Німеччина —  Чехія 2:1
- Швеція —  Фінляндія 2:1 ОТ

### Півфінали
- Канада —  Швеція 7:0
- США —  Німеччина 7:1

### Матч за 5 місце
- Фінляндія —  Чехія 5:3

### Матч за 3 місце
- Швеція —  Німеччина 4:1

### Фінал
- США —  Канада 0:3

## Найкращі гравці чемпіонату світу
Найкращими гравцями були обрані (Директорат турніру):
Воротар  Франциска Албль
Захисник  Ерін Емброуз
Нападник  Алекс Карпентер
Джерело: IIHF.com ІІХФ [Архівовано 3 березня 2016 у Wayback Machine.]

## Дивізіон І
Кваліфікація
Турнір проходив у місті Азіаго (Італія), з 29 листопада по 4 грудня 2011 року.
| Збірна          | І | В | ВО | ПО | П | Ш     | О  |
| --------------- | - | - | -- | -- | - | ----- | -- |
| Угорщина        | 5 | 5 | 0  | 0  | 0 | 37:4  | 15 |
| Велика Британія | 5 | 2 | 1  | 1  | 1 | 19:16 | 9  |
| Китай           | 5 | 2 | 1  | 0  | 2 | 15:19 | 8  |
| Італія          | 5 | 2 | 0  | 1  | 2 | 21:14 | 7  |
| Франція         | 5 | 2 | 0  | 0  | 3 | 10:9  | 6  |
| Казахстан       | 5 | 0 | 0  | 0  | 5 | 4:44  | 0  |

Фінал. Турнір проходив у місті Тромсе (Норвегія), з 29 грудня 2011 року по 4 січня 2012 року.
| Збірна          | І | В | ВО | ПО | П | Ш     | О  | Угорщина | Австрія | Японія | Норвегія | Велика Британія | Словаччина |
| --------------- | - | - | -- | -- | - | ----- | -- | -------- | ------- | ------ | -------- | --------------- | ---------- |
| Угорщина        | 5 | 4 | 1  | 0  | 0 | 24:10 | 14 |          | 4-3     | 3-2 Б  | 5-2      | 5-3             | 7-0        |
| Австрія         | 5 | 3 | 1  | 0  | 1 | 16:9  | 11 | 3-4      |         | 2-1 Б  | 2-1      | 4-1             | 5-2        |
| Японія          | 5 | 3 | 0  | 2  | 0 | 14:7  | 11 | 2-3 Б    | 1-2 Б   |        | 3-1      | 2-1             | 6-0        |
| Норвегія        | 5 | 2 | 0  | 0  | 3 | 13:13 | 6  | 2-5      | 1-2     | 1-3    |          | 2-1             | 7-2        |
| Велика Британія | 5 | 1 | 0  | 0  | 4 | 10:14 | 3  | 3-5      | 1-4     | 1-2    | 1-2      |                 | 4-1        |
| Словаччина      | 5 | 0 | 0  | 0  | 5 | 5:29  | 0  | 0-7      | 2-5     | 0-6    | 2-7      | 1-4             |            |